# Erioderma pedicellatum
Espèce
Statut de conservation UICN

 CR A2c+4c : 
En danger critique
Erioderma pedicellatum est une espèce de lichen foliacé de la famille des Pannariaceae, communément appelé érioderme. Il pousse sur les arbres en présence de forte humidité, dans les forêts boréales le long de la côte atlantique, ainsi que sur la côte pacifique de l'Alaska. Il est actuellement considéré comme en danger critique d’extinction.

## Description
Erioderma pedicellatum est un lichen foliacé avec des lobes de 2 à 5 cm de diamètre, mais pouvant atteindre 12 cm de diamètre. La surface est gris-brun lorsqu'elle est sèche et devient bleu ardoise lorsqu'elle est humide. Le dessous est blanc et les bords frisent habituellement vers le haut, donnant l'impression qu'il a une frange blanche. Ce lichen diffère des deux autres espèces nord-américaines d'Erioderma par l'absence de sorédies. Un spécimen en bonne santé pousse de 11 à 14 mm en moyenne par an[réf. nécessaire].